# Nati nel 1901/Settembre
| Questa pagina contiene informazioni ricavate automaticamente dalle voci biografiche con l'ausilio del template Bio e di un bot. L'aggiornamento è periodico e automatico e ricostruisce completamente la pagina. Se manca una persona in questa lista, sei pregato di non aggiungerla, ma accertati piuttosto che la sua voce biografica contenga il template Bio e che i dati anagrafici siano correttamente compilati. Se il template Bio manca, inseriscilo tu stesso o, in alternativa, metti l'avviso {{tmp\|Bio}} che ne segnala la mancanza. Se i dati riportati sono sbagliati, correggi direttamente la voce biografica; le modifiche saranno visibili in questa lista entro pochi giorni. Per chiarimenti vedi il progetto biografie. La lista contiene solo le 109 persone che sono citate nell'enciclopedia e per le quali è stato implementato correttamente il template Bio. Pagina aggiornata al 18 ago 2025. |

- 1º settembre - William Syer Bristowe, naturalista e aracnologo inglese († 1979)
- 1º settembre - Egidio Brugola, imprenditore e inventore italiano († 1959)
- 1º settembre - Bolesław Filipiak, cardinale e arcivescovo cattolico polacco († 1978)
- 1º settembre - Martin Schröttle, hockeista su ghiaccio tedesco († 1972)
- 1º settembre - Harry Stradling Sr., direttore della fotografia statunitense († 1970)
- 2 settembre - Andreas Embirikos, poeta greco († 1975)
- 2 settembre - John Longfellow, allenatore di pallacanestro statunitense († 1977)
- 2 settembre - Phil Napoleon, trombettista statunitense († 1990)
- 2 settembre - Adolph Rupp, allenatore di pallacanestro statunitense († 1977)
- 2 settembre - George Frederick James Temple, matematico britannico († 1992)
- 3 settembre - Eduard van Beinum, direttore d'orchestra olandese († 1959)
- 3 settembre - László Horváth, calciatore ungherese († 1981)
- 4 settembre - Paul Osborn, drammaturgo e sceneggiatore statunitense († 1988)
- 4 settembre - Paolo Paganini, calciatore italiano († 1984)
- 4 settembre - Alfonso Piccin, ciclista su strada e pistard italiano († 1932)
- 4 settembre - Robert Tryon, psicologo e statistico statunitense († 1967)
- 5 settembre - Pierre Bost, scrittore, sceneggiatore e giornalista francese († 1975)
- 5 settembre - Florence Eldridge, attrice statunitense († 1988)
- 5 settembre - Mario Scelba, politico italiano († 1991)
- 5 settembre - Charles Sterling, storico dell'arte polacco († 1991)
- 6 settembre - Giovanni Costa, calciatore italiano († 1968)
- 6 settembre - Giuseppe Dell'Omo, vescovo cattolico italiano († 1995)
- 7 settembre - Marcello Giustiniani, dirigente sportivo italiano († 1977)
- 7 settembre - Armiro Yaria, pittore italiano († 1980)
- 7 settembre - 'Abd Allah al-Yafi, politico libanese († 1986)
- 8 settembre - Miloš Beleslin, calciatore jugoslavo († 1984)
- 8 settembre - Jerome M. Fernandez, vescovo cattolico indiano († 1992)
- 8 settembre - Corrado Mingo, arcivescovo cattolico italiano († 1980)
- 8 settembre - Jacques Perret, scrittore e sceneggiatore francese († 1992)
- 8 settembre - Hendrik Frensch Verwoerd, politico e psicologo sudafricano († 1966)
- 9 settembre - Erling Andersen, calciatore norvegese († 1969)
- 9 settembre - Kurt Erdmann, storico dell'arte tedesco († 1964)
- 9 settembre - Agostinho Fortes Filho, calciatore brasiliano († 1966)
- 9 settembre - Joannes Cassianus Pompe, patologo olandese († 1945)
- 9 settembre - Jürgen Wagner, generale tedesco († 1947)
- 10 settembre - Haakon Chevalier, scrittore e traduttore statunitense († 1985)
- 10 settembre - Ho Feng Shan, diplomatico cinese († 1997)
- 10 settembre - Raymond Kegeris, nuotatore statunitense († 1975)
- 10 settembre - Schlitzie, showman e attore statunitense († 1971)
- 10 settembre - Johann Tandler, calciatore austriaco
- 10 settembre - Ondino Viera, allenatore di calcio e calciatore uruguaiano († 1997)
- 11 settembre - Katri Vala, poetessa, traduttrice e insegnante finlandese († 1944)
- 12 settembre - Liduina Meneguzzi, religiosa e missionaria italiana († 1941)
- 12 settembre - Ramón Serrano Súñer, politico spagnolo († 2003)
- 13 settembre - Mario Gruppioni, lottatore italiano († 1939)
- 13 settembre - Armando Ronca, architetto italiano († 1970)
- 14 settembre - Alex James, calciatore scozzese († 1953)
- 14 settembre - Andrej Andreevič Vlasov, generale sovietico († 1946)
- 15 settembre - Tusnamitsu Adachi, entomologo giapponese († 1981)
- 15 settembre - Donald Bailey, ingegnere britannico († 1985)
- 15 settembre - Janko Blaho, tenore slovacco († 1981)
- 15 settembre - Elie Carafoli, ingegnere rumeno († 1983)
- 15 settembre - Sylvia Crowe, architetto del paesaggio britannica († 1997)
- 15 settembre - Luigi Fantappiè, matematico italiano († 1956)
- 15 settembre - Hans Hilfiker, ingegnere e designer svizzero († 1993)
- 15 settembre - António Augusto Lopes, calciatore portoghese
- 16 settembre - Andrée Brunet, pattinatrice artistica su ghiaccio francese († 1991)
- 16 settembre - Ugo Frigerio, marciatore italiano († 1968)
- 16 settembre - Giulio Marzot, critico letterario italiano († 1975)
- 16 settembre - Albert Thévenon, pallanuotista francese († 1959)
- 17 settembre - Francis Chichester, aviatore e navigatore britannico († 1972)
- 17 settembre - Mikola Petrovyč Hluščenko, pittore ucraino († 1977)
- 17 settembre - Francesco Meattini, militare italiano († 1941)
- 17 settembre - Arnaldo Prosperi, calciatore italiano
- 17 settembre - José Régio, scrittore, poeta e drammaturgo portoghese († 1969)
- 18 settembre - Giacomo Antonini, critico letterario e agente segreto italiano († 1983)
- 18 settembre - Harold Clurman, regista teatrale e critico teatrale statunitense († 1980)
- 18 settembre - Eduard Kanhäuser, calciatore austriaco († 1944)
- 19 settembre - Ludwig von Bertalanffy, biologo austriaco († 1972)
- 20 settembre - Tomás Adolfo Ducó, militare, dirigente sportivo e giornalista argentino († 1964)
- 21 settembre - Germinal Losio, calciatore svizzero († 1980)
- 21 settembre - Georg Rasch, statistico danese († 1980)
- 22 settembre - Nadežda Sergeevna Allilueva, russa († 1932)
- 22 settembre - Gentile Bargero, calciatore italiano († 1986)
- 22 settembre - Charles Brenton Huggins, fisiologo canadese († 1997)
- 22 settembre - George McKenzie, pugile britannico († 1941)
- 22 settembre - Luis Mottura, attore e regista italiano († 1972)
- 23 settembre - Ruth Andreas-Friedrich, giornalista e scrittrice tedesca († 1977)
- 23 settembre - Jaroslav Seifert, poeta e giornalista ceco († 1986)
- 24 settembre - Germain Bazin, storico dell'arte francese († 1990)
- 24 settembre - Giovanna Boccalini, docente, partigiana e sindacalista italiana († 1991)
- 24 settembre - David Carnegie, XI conte di Northesk, skeletonista e nobile scozzese († 1963)
- 25 settembre - Bud Houser, discobolo e pesista statunitense († 1994)
- 26 settembre - Ferruccio Cerio, regista e sceneggiatore italiano († 1963)
- 26 settembre - Donald Cook, attore statunitense († 1961)
- 26 settembre - Pjetër Meshkalla, presbitero e educatore albanese († 1988)
- 26 settembre - Edith Potter, medico statunitense († 1993)
- 26 settembre - George Raft, attore statunitense († 1980)
- 27 settembre - Guglielmo Bianchi, calciatore italiano († 1983)
- 27 settembre - Alexander Camaro, pittore tedesco († 1992)
- 27 settembre - Felix Wilbur Gingrich, grecista e biblista statunitense († 1993)
- 28 settembre - Mario Apollonio, critico letterario, critico teatrale e antifascista italiano († 1971)
- 28 settembre - Rafael Carrasco Garrorena, astronomo spagnolo († 1981)
- 28 settembre - Kurt Friedrichs, matematico tedesco († 1982)
- 28 settembre - William S. Paley, imprenditore statunitense († 1990)
- 28 settembre - Ed Sullivan, conduttore televisivo, showman e giornalista statunitense († 1974)
- 29 settembre - Feitiço, calciatore brasiliano († 1985)
- 29 settembre - Enrico Fermi, fisico italiano († 1954)
- 29 settembre - Gastone Guidotti, diplomatico italiano († 1982)
- 29 settembre - Giuseppe Giovanni Lanza del Vasto, filosofo, poeta e scrittore italiano († 1981)
- 29 settembre - Giuseppe Nitti, politico e avvocato italiano († 1967)
- 30 settembre - Marguerite Bernes, religiosa francese († 1996)
- 30 settembre - Helia Bravo Hollis, botanica messicana († 2001)
- 30 settembre - Federico Busini, calciatore italiano († 1981)
- 30 settembre - Philip Dorn, attore olandese († 1975)
- 30 settembre - Cesare Fagiani, poeta italiano († 1965)
- 30 settembre - Noemi Gabrielli, storica dell'arte, museologa e funzionaria italiana († 1979)
- 30 settembre - Oskar Ritter, calciatore tedesco († 1985)
- 30 settembre - Kees van der Zalm, calciatore olandese († 1957)